# Österåbygden
Österåbygden (1640) eller Österå bergslag var den del av  Stora Kopparbergs socken som låg ovan eller norr om sjön Varpan och längs Österån (Rogsån) norrut.

## Äldre gårdar
Bland äldre byar och gårdar kan nämnas:
- Uvnäs Omnämnt första gången 1551. Täktekarlshemman (1640) och bergsfrälse (1686).
- Holtäkt Omnämnt första gången 1612. Bergsfrälse 1686. Namnet kommer enligt Harry Ståhl av ordet håla: "Håltäkt".
- Rostberg Omnämnt första gången 1542. Skattehemman 1571. Täktekarlshemman 1640. Byn ligger till största delen i Sundborns socken.
- Jämtbo Omnämnt första gången 1539. Enligt Karl-Erik Forsslund tillhörde Jämtbo Måns Nilsson i Aspeboda, men tillföll kronan vid hans avrättning.
- Haghed Omnämnt första gången år 1400. Täktekarlshemman 1640.
- Efrikgården Omnämnt första gången 1439. Enligt Karl-Erik Forsslund har Efrikgården förmodligen grundats av Efrik Efriksson, domare i Dalarna 1386-1400 och i livet ännu 1413. Urgammalt bergsfrälse 1604.
- Österå Hette tidigare Täkt (1571). Omnämnt första gången som Österå 1663. Bergsfrälse 1640.
- Klacksarvet Nu försvunnen by. Omnämnt första gången 1439.
- Hallsarvet Nu försvunnen by. Omnämnt första gången 1569. Bergsfrälse 1640.  Namnet kommer enligt Harry Ståhl från mansnamnet Hallvard.
- Stenbacken Omnämnt första gången 1551.
- Rosttägt Omnämnt första gången  1539. Namnet kommer enligt Harry Ståhl från mansnamnet Rörik.
- Borgen Omnämnt första gången  1571. Bergsfrälse 1640.
- Uggelviken Omnämnt första gången  1439. Namnet kommer enligt Harry Ståhl av ulv (varg) och inte av uggla.
- Heden Omnämnt första gången  1405. Äldste kände ägare var enligt Karl-Erik Forsslund fogden på Stora Kopparberget Peder Hinriksson (1474). 1640 fanns 15 bergsfrälsehemman och 1 skattehemman.